# Шёлковое (Бердянский городской совет)
Шёлковое (укр. Шовкове) — посёлок,
Нововасилевский сельский совет,
Бердянский городской совет,
Запорожская область,
Украина.
Код КОАТУУ — 2310494005. Население по переписи 2001 года составляло 110 человек .

## Географическое положение
Посёлок Шёлковое находится на левом берегу реки Куцая Бердянка,
выше по течению на расстоянии в 0,5 км расположено село Роза.
Рядом проходит автомобильная дорога М-14 (E 58).